# Amalienau
Amalienau est le nom d'un quartier ancien de Königsberg, bordé à l'ouest par Neuroßgarten (de), au sud par Rathshof et au sud-ouest par Mittelhufen (de). Le quartier des villas à l’ouest est célèbre pour sa grande beauté.

## Histoire
La lande de Kaporner (de), qui s'étend jusqu'au domaine d'Amalienau, est partiellement rasée en 1558. En 1802, il n'y a ici que des prairies, qui ne sont aménagées que progressivement pour le développement urbain. En 1858, Amalienau est élevée au rang de district de domaine,. Le propriétaire Anton Douglas (1817–1883) est propriétaire foncier d'Amalienau, locataire de Neue Bleiche et propriétaire du Waldgarten près de Metgethen. Douglas est marié à Charlotte Warschauer, fille du banquier Marcus Warschauer (de) et est le beau-frère d'Eduard von Simson.
En 1898, les architectes et responsables de la construction Friedrich Heitmann (de) et Joseph Kretschmann fondent la société de construction et immobilière de Königsberg. Le quartier résidentiel d'Amalienau est créé en 1901 grâce aux travaux de construction de la Société anonyme de terrain, qui est incorporée à Königsberg en 1905. Avec le Maraunenhof (de), Amalienau remplace Tragheim (de) comme quartier résidentiel préféré de Königsberg.
Il y a également diverses installations de loisirs à Amalienau. On y trouve les bains d'Hamm et les étangs jumeaux avec le café Alte Hammerschmiede. Amalienau abrite également l'Académie des arts de Königsberg. Le terrain de sport du Prussia-Samland Königsberg se trouve également ici, sur la Steffeckstraße. Il y a aussi une institution pour les sourds-muets, l'Académie pédagogique et le cimetière Louise avec un cimetière catholique.
De 1926 à 1945, la radio Königsberg-Amalienau (de) diffuse à Amalienau.
Après la Seconde Guerre mondiale, les anciennes villas prussiennes sont largement utilisées par les autorités soviétiques. Pour cette raison, contrairement à de nombreux autres quartiers de Königsberg, Amalienau est presque entièrement préservée. Aujourd'hui, l'ancien quartier d'Amalienau appartient au raïon central de Kaliningrad (de).
Au cours de la Körteallee, du nom de Siegfried Körte, deux places commémoraient Frédéric-Guillaume III et son épouse Louise de Mecklembourg-Strelitz

## Maisons

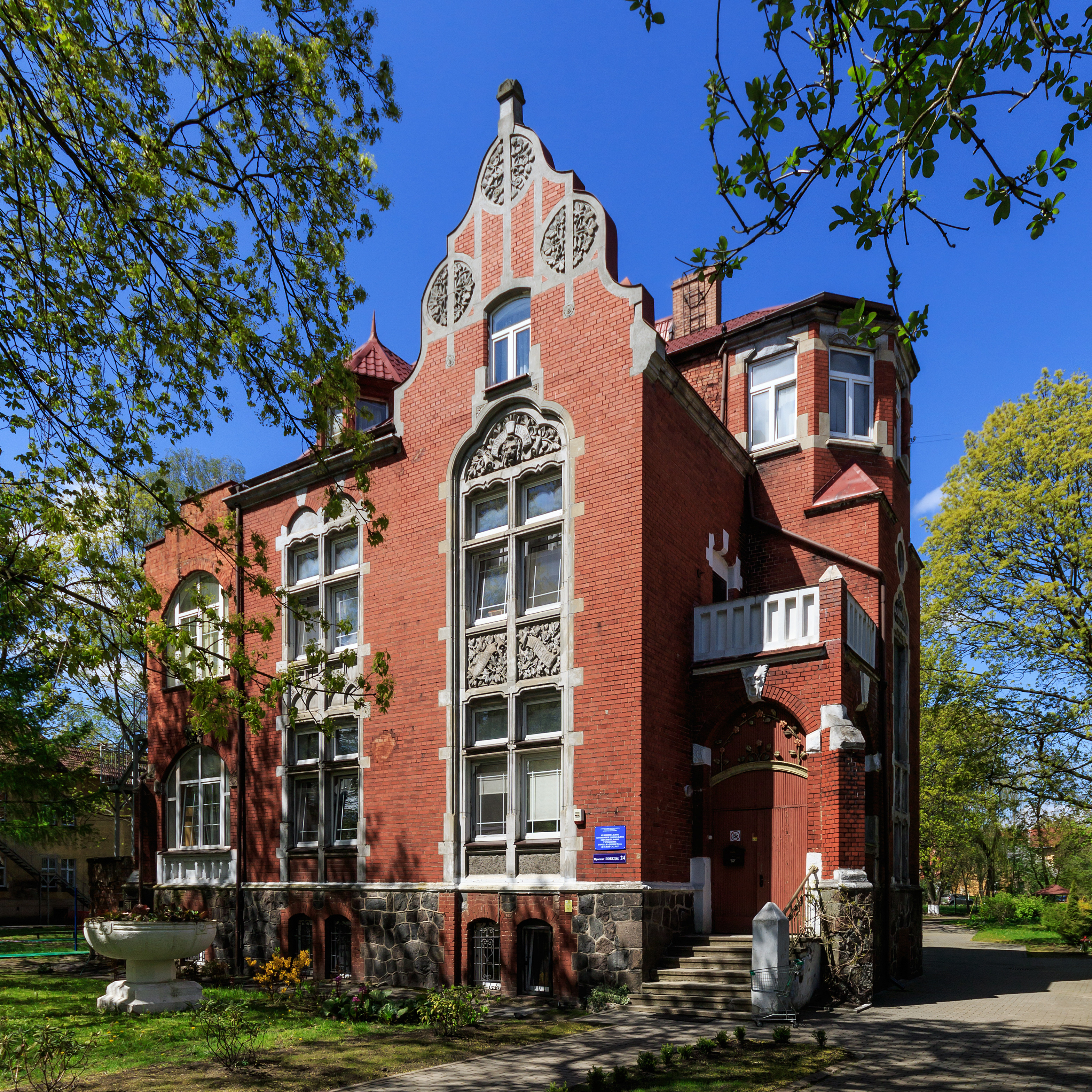
Villa Schmidt
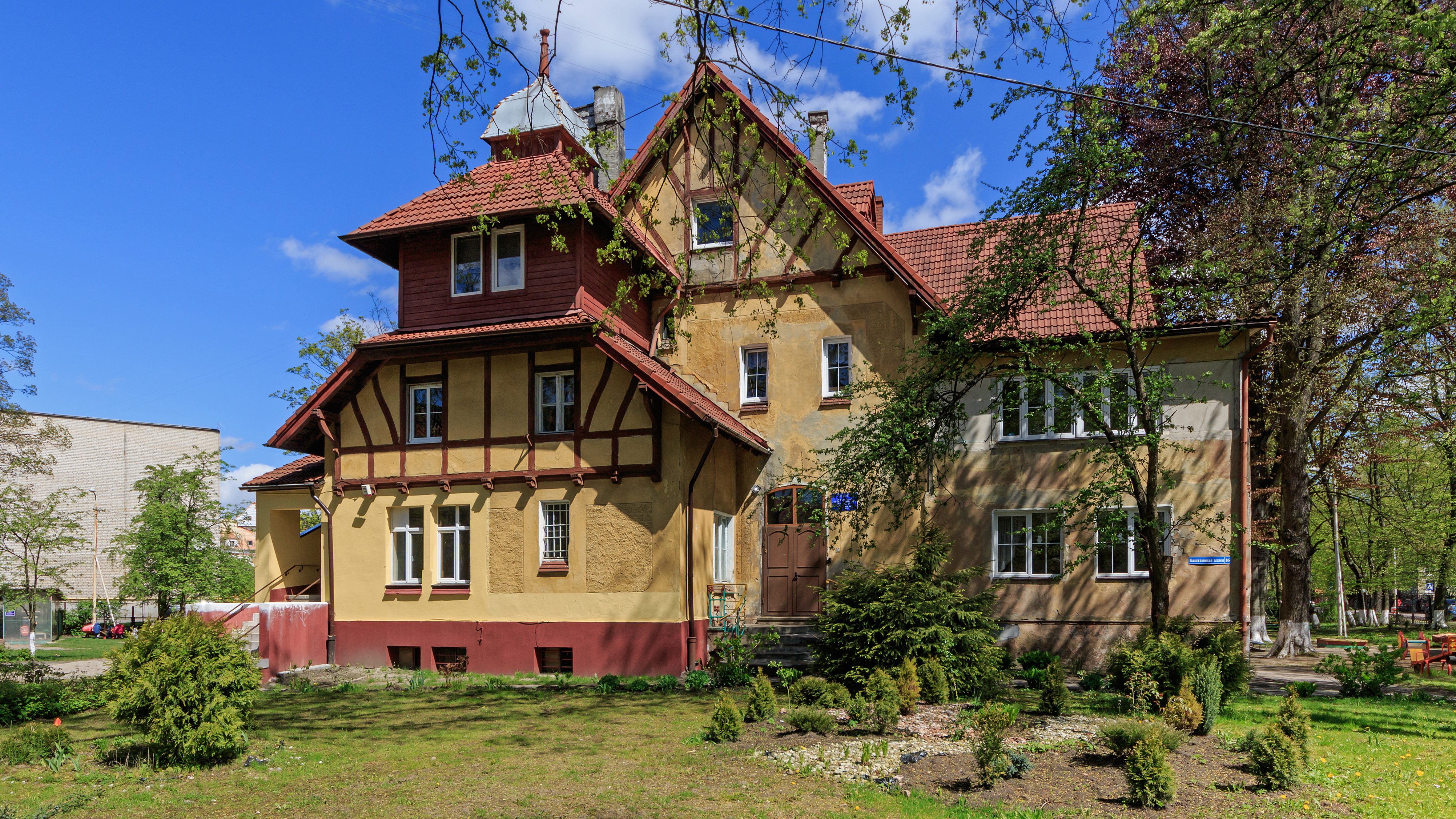
Kastanienallee 16

## Bâtiments sacrés
- Église du Souvenir de la Reine-Louise (de) sur la Hufenallee, église paroissiale d'Hufen et Amalienau.
- Église Saint-Adalbert, construite en 1904

## Klein Amalienau
Situé au nord-ouest d'Hufen (de), Klein Amalienau possède un port de dirigeables militaires. La salle, achevée en 1911, mesure 170 m × 50 m × 37 m et peut accueillir deux dirigeables. Selon une source historique locale récente, elle possède les plus grandes portes du monde